# 德意志埃沃恩
德意志埃沃恩是德国下萨克森州的一个市镇。总面积11.16平方公里，总人口3715人，其中男性1825人，女性1890人（2011年12月31日），人口密度333人/平方公里。